# Desmacella tylostrongyla
Desmacella tylostrongyla är en svampdjursart som först beskrevs av Jinhe 1986.  Desmacella tylostrongyla ingår i släktet Desmacella och familjen Desmacellidae.
Artens utbredningsområde är Hongkong (Kina). Inga underarter finns listade i Catalogue of Life.